# Gebrauchsanmaßung
Die Gebrauchsanmaßung (lateinisch furtum usus, von furtum ‚Diebstahl‘ und usus ‚Gebrauch‘) bezeichnet eine vorübergehende eigenmächtige (und damit unberechtigte) Nutzung von beweglichen Sachen unter zeitweiliger Brechung fremden Gewahrsams.
Gemeint ist, dass die Sache zwar unberechtigt benutzt, dem Berechtigten später aber zurückgebracht wird. Der Täter beabsichtigt nicht, sich die Sache zuzueignen, sonst lägen Diebstahl oder Unterschlagung vor, sondern nach Gebrauch in die Hände des Eigentümers beziehungsweise des rechtmäßigen Besitzers zurückzuspielen. Bereits zum Zeitpunkt der Wegnahme liegt subjektiv mithin der Rückgabewille vor.
Da die Enteignungskomponente fehlt, die den Diebstahl und die Unterschlagung kennzeichnen, ist die Gebrauchsanmaßung grundsätzlich straflos, fällt jedoch unter verbotene Eigenmacht i. S. d. § 858 BGB. Aufgrund des entgegenstehenden Willens des Berechtigten ist die Gebrauchsanmaßung zivilrechtlich stets als rechtswidrige Eigentumsverletzung gemäß den §§ 903, 823 Abs. 1 BGB zu betrachten und führt entsprechend zu Herausgabe-, gegebenenfalls zu Schadenersatzansprüchen.

## Ausnahmen
Hinsichtlich der grundsätzlichen Straflosigkeit der Gebrauchsanmaßung macht das deutsche Strafgesetzbuch (StGB) jedoch zwei Ausnahmen. So sind der unbefugte Gebrauch von Fahrzeugen (§ 248b StGB) und der unbefugte Gebrauch von Pfandsachen (§ 290 StGB) strafbar. § 248b StGB ordnet in seinem Absatz 2 gar die Versuchsstrafbarkeit an.
Strafbarkeit liegt ebenfalls dann vor, wenn einer Sache der (komplette) Substanz- oder Sachwert entzogen wird, beispielsweise bei der Benutzung von Toilettenpapier. Geschieht dies unberechtigt, so liegt kein furtum usus, sondern entweder Diebstahl, Unterschlagung oder Sachbeschädigung vor. Vergleichbar ist der Fall, dass eine neue Batterie mitgenommen und später „verbraucht“ zurückgebracht wird.
Einen weiteren Ausnahmefall stellt die Rubrik alt für neu dar: Abgeschwächt zum Vorbeispiel nimmt hier jemand beispielsweise aus der Buchhandlung ein neues Buch aus dem Regal mit, um es danach „durchgelesen“ zurückzubringen. Das Buch hat für den Buchhändler nur noch gebrauchten Wert. Hier liegt Diebstahl vor. Auch eine wirtschaftlich-zeitliche Entwertung kann Strafbarkeit wegen Diebstahls auslösen. Beispiel: A nimmt B im Frühjahr den Rasenmäher weg, den er ihm im Spätherbst wiedergibt.

## Österreich
Für die Rechtslage in Österreich siehe Dauernde Sachentziehung.

## Schweiz
Das Strassenverkehrsgesetz der Schweiz (Art. 94 SVG) unterscheidet zwischen Entwendung zum Gebrauch von Motorfahrzeugen (Ziffer 1), „anvertrauten“ Motorfahrzeugen (Ziffer 3) oder Fahrrädern (Ziffer 4).